# Libero Pollastri
Libero Pollastri (Cremona, 9 luglio 1910 – Cremona, 1º novembre 1986) è stato un calciatore italiano, di ruolo difensore.

## Carriera
Cresciuto nella Cremonese, esordisce in prima squadra nel campionato di Divisione Nazionale 1927-1928, e diventa titolare nel ruolo di terzino destro a partire dalla stagione 1929-1930, nella quale i grigiorossi disputano il primo campionato di Serie A a girone unico. Esordisce nella massima serie il 20 ottobre 1929, nel pareggio interno per 0-0 contro la Juventus, e totalizza 32 presenze senza reti. A fine stagione la Cremonese retrocede, e Pollastri la segue in Serie B fino al 1934, quando si trasferisce al Pavia, anch'esso militante nella serie cadetta.
La stagione nel Pavia si conclude prematuramente, a causa del ritiro della squadra dal campionato, e Pollastri si ritrova svincolato. Scende quindi in Serie C militando per una stagione nel Seregno e quindi nel Piacenza, dove rimane per tre stagioni. In riva al Po ottiene due secondi posti (1936-1937 e 1937-1938), alternandosi nel ruolo di terzino con Giulio Loranzi ed Edmondo Mazzocchi.
Nel 1939 ritorna alla Cremonese, dove disputa una partita nel campionato di Serie C 1939-1940. A fine stagione rimane svincolato, e interrompe la carriera calcistica dovendo svolgere il servizio militare in Sicilia fino al 1942.

## Dopo il ritiro
Abbandonato il calcio, lavora inizialmente come impiegato e successivamente subentra insieme ai fratelli al padre nella conduzione dell'azienda di famiglia, ricoprendo anche diversi incarichi in seno all'Associazione industriali di Cremona.